# Йохан I фон Шпайер
Йохан/Йоханес I фон Шпайер (на немски: Johann I von Speyer; Johannes Graf im Kraichgau; * 1063/1064; † 26 октомври 1104) е граф в Крайхгау и епископ на Шпайер (1090 – 1104).

## Биография
Той е син на Волфрам II, граф в Крайхгау (1024 – 1056), и съпругата му Атцела. Чичо му е Кьолнският архиепископ Херман III. Той е от гау-графската фамилия Цайзолф-Волфрам. Графският род е тясно свързан със Салиите.
Йохан/Йоханес първо е архидякон в манастирската църква Зинсхайм. На 7 март 1090 г. крал Хайнрих IV го поставя като епископ на Шпайер. Той е верен привърженик на Хайнрих IV и остава на неговата страна. През 1096 г. той дава лична защита на евреите.
Йохан/Йоханес умира на 41 години. По негово последно нареждане е погребан в манастирската църква Зинсхайм, в гробница пред високия олтар, където вече майка му е погребана. Баща му и брат му Волфрам са били погребани там пред Апостолския олтар.